# Germain Théodore Abolin
Germain Théodore Abolin est un homme politique français né le 17 novembre 1757 à Montesquieu-Volvestre (Haute-Garonne) et mort le 10 juin 1842 à Noé (Haute-Garonne).

## Biographie
Commissaire près le tribunal de district de Rieux, il est élu député de la Haute-Garonne au Conseil des Cinq-Cents le 25 vendémiaire an IV, prenant une part active aux débats parlementaires et votant avec le centre. Il est secrétaire du conseil en l'an VI.
Rallié au coup d'État du 18 Brumaire, il devient juge au tribunal civil de Toulouse, puis président de chambre à ce tribunal. Il est contraint à la démission en 1808. Conseiller général du canton de Carbonne de 1842 à sa mort en 1846.
Il a proposé dans une résolution le rattachement au canton de Montesquieu des communes de Fornex, La Bastide-de-Besplas, Loubaut et Méras transférant à l’Ariège les communes de Montbrun, Canens, Castagnac et Massabrac (Source Histoire de Montesquieu, E. Abeille, H. Ménard).

## Sources